# ليونارد بيرد
ليونارد بيرد (بالإنجليزية: Leonard Byrd) مواليد 17 مارس 1975، هو عداء أمريكي متخصص في 400 متر. أفضل رقم له هو 44.45 ثانية. فاز بالذهبية مع الفريق الأمريكي في بطولة العالم لألعاب القوى 2001 لكن تم سحبها بعد أن اعترف زميله أنطونيو بيتيجرو بتعاطي المنشطات.

## سجل المنافسة
| العام                 | المسابقة                               | المكان                | المركز                | ملاحظة                |
| يمثل الولايات المتحدة | يمثل الولايات المتحدة                  | يمثل الولايات المتحدة | يمثل الولايات المتحدة | يمثل الولايات المتحدة |
| --------------------- | -------------------------------------- | --------------------- | --------------------- | --------------------- |
| 2001                  | بطولة العالم لألعاب القوى 2001         | إدمونتون              | جرّد من الأهلية        | 4 × 400 م             |
| 2002                  | نهائي الجائزة الكبرى لألعاب القوى 2002 | باريس                 | 3                     | 400 م                 |

## روابط خارجية
- ليونارد بيرد على موقع الاتحاد الدولي لألعاب القوى (الإنجليزية)